# Гюнтер Шель
Гюнтер Шель (нім. Günther Scheel; 23 листопада 1921, Данненберг, Нижня Саксонія — 16 липня 1943, на північ від Болхова, Орловська область) — німецький льотчик-ас винищувальної авіації, лейтенант люфтваффе. Кавалер Лицарського хреста Залізного хреста.

## Біографія
З весни 1943 року командував 3-ю ескадрильєю 54-ї винищувальної ескадри. Шель був одним з лідерів серед асів люфтваффе за темпами знищення ворожих літаків: за 70 бойових вильотів він здобув 71 підтверджену перемогу — рекорд так і не був перевершений в роки Другої світової війни. 16 липня 1943 року над Орлом його літак (FW.190A-5) на малій висоті врізався в радянський Як-9. Літак впав на землю і згорів разом з пілотом — в останньому бою Шель збив 2 Як-9.

## Нагороди
- Нагрудний знак пілота
- Залізний хрест 2-го і 1-го класу
- Німецький хрест в золоті (31 серпня 1943)
- Лицарський хрест Залізного хреста (5 грудня 1943, посмертно)
- Авіаційна планка винищувача в сріблі